# کاسا کونجو (کالیفرنیا)
کاسا کونجو (به انگلیسی: Casa Conejo) یک منطقهٔ مسکونی در ایالات متحده آمریکا است که در شهرستان ونتورا، کالیفرنیا واقع شده‌است. کاسا کونجو ۱٫۲۳۱ کیلومتر مربع مساحت و ۳٬۲۴۹ نفر جمعیت دارد و ۱۹۹ متر بالاتر از سطح دریا واقع شده‌است.